# Sommer-Universiade 2011/Fußball
Die Fußballwettbewerbe der Sommer-Universiade 2011 fanden zwischen dem 11. und 22. August in Shenzhen statt. Während an den Frauenwettbewerb nur 12 Nationen teilnahmen, waren bei den Männer 16 Nationen am Start.

## Medaillengewinner
| Disziplin | Gold                | Silber                 | Bronze    |
| --------- | ------------------- | ---------------------- | --------- |
| Frauen    | Volksrepublik China | Japan                  | Brasilien |
| Männer    | Japan               | Vereinigtes Königreich | Brasilien |

## Medaillenspiegel
| Rang | Land                   | G | S | B | Σ |
| ---- | ---------------------- | - | - | - | - |
| 1    | Japan                  | 1 | 1 | 0 | 2 |
| 2    | Volksrepublik China    | 1 | 0 | 0 | 1 |
| 3    | Vereinigtes Königreich | 0 | 1 | 0 | 1 |
| 4    | Brasilien              | 0 | 0 | 2 | 2 |